# Aristobulos I.
Aristobulos I. (pravděpodobné hebrejské jméno יהודה, Jehuda, řecky Ἀριστόβουλος) byl hasmonejský král Judeje v letech 104 až 103 př. n. l.
Nastoupil na trůn po smrti svého otce, velekněze Jana Hyrkána I., roku 104 př. n. l. Byl prvním judským vládcem od babylonského zajetí, který přijal titul krále a oficiálně vládl jako král a velekněz.
Všechny informace o Aristobulovi I. pocházejí z děl Flavia Josefa. Ten se zajímá zejména o vnitřní rodinné spory na královském dvoře. Aristobulos prý uvěznil svou matku, protože před smrtí Hyrkána I. od něj získala vedení říše, a proto mu konkurovala. Zemřela pak v zajetí. Problematický prý byl i jeho vztah se čtyřmi bratry. Tři mladší nechal zajmout. Z nich je znám jménem pouze pozdější král Alexandr Jannaios, který v roce 103 př. n. l. nastoupil na trůn a zabil jednoho svého bratra, zatímco druhý se stáhl do soukromého života. Aristobulos se zřejmě zpočátku choval ke svému staršímu bratru Antigonovi přátelsky. Poté, co však Antigonos zastupoval nemocného Aristobula jako velekněze na oficiální akci a také dosáhl vojenských úspěchů, Aristobulos ho nechal zabít. Podle Josefa prý Aristobulos tohoto činu želel tolik, že krátce nato zemřel.
Navzdory pouze jednoroční vládě přináší Josef i informace o Aristobulových politických rozhodnutích. Kromě toho, že přijal titul krále, nechal se prý titulovat také Filhelénes („Přítel Řeků“). Jiní orientální králové se tak také nazývali; nevyjadřovalo to osobní postoj k helénské kultuře, ale spíše diplomatické začlenění do helénistického prostředí tehdejších států. Josef dále podává zprávu o dobytí a „judaizaci“ částí Galileje obsazených Iturejci. Donutil prý tamní obyvatele buď přijmout obřízku a další židovské zákony, nebo opustit zemi, jak prý požadoval již Jan Hyrkán, když dobyl Idumeu. Je však možné, že to bylo jinak, protože lze předpokládat, že velká část obyvatel Galileje byla už obřezána.